# Àsia central + Japó
El diàleg «Àsia central + Japó» (en anglès: Central Asia + Japan o Central Asia plus Japan, en rus: Центральная Азия + Япония, en kirguís: Борбордук Азия + Япония, en tadjik: Осиёи Марказӣ + Япония, en uzbek: Markaziy Osiyo + Yaponiya, en japonès: 中央アジア＋日本) és una iniciativa política entre el Japó i les nacions centreasiàtiques del Kazakhstan, el Kirguizstan, el Tadjikistan i l'Uzbekistan, amb l'objectiu de crear «un nou marc de cooperació, elevant així les relacions entre el Japó i Àsia central a un nou nivell». El diàleg, segons el ministeri d'Afers exteriors japonès, també pretén servir de fòrum per a promoure la cooperació interregional. El Turkmenistan, mantenint la seva política de neutralitat, hi participa només com a observador.

## Estats membres
- Japó
- Kazakhstan
- Kirguizstan
- Tadjikistan
- Uzbekistan

El Turkmenistan és l'únic estat centreasiàtic que no hi participa com a membre, sinó que ho fa en qualitat d'observador seguint així la seva política de neutralitat. L'Afganistan fou convidat en algunes de les reunions.

## Declaració inicial
El diàleg es va declarar formalment el 28 d'agost de 2004 a Astana (actualment Nursultan), la capital del Kazakhstan, en una reunió dels ministres d'Afers Exteriors dels quatre governs centreasiàtics participants i del Japó. Es va emetre una declaració conjunta en la qual s'exposaven els punts de vista de les parts en quatre àmbits: principis i valors fonamentals, ampliació de les relacions entre el Japó i l'Àsia central, cooperació intraregional dins de l'Àsia Central i cooperació en l'àmbit internacional. La declaració també declarava els principals objectius del diàleg:
- L'enfortiment de la pau, l'estabilitat i la democràcia a la regió de l'Àsia Central
- L'enfortiment de les bases econòmiques de la regió, la promoció de les reformes i el desenvolupament social de la regió, inclosa la correcció de les disparitats intraregionals
- L'enfortiment de la cooperació intraregional dels països de l'Àsia Central
- El manteniment i desenvolupament de bones relacions entre Àsia Central i les regions veïnes, així com amb la comunitat internacional
- La cooperació entre el Japó i l'Àsia central respecte a les qüestions regionals i a les quals tenen una dimensió internacional.
- La declaració conjunta també va esbossar diverses àrees de cooperació potencial entre el Japó i l'Àsia central.

Segons per l'aleshores ministre d'Afers Exteriors del Japó Yoriko Kawaguchi, la primera reunió va ser possible gràcies als esforços de l'actual president del Kazakhstan, Khassim-Jomart Tokhàiev, que en 2004 era el ministre d'Afers exteriors del país.

## Reunions posteriors
El 4 de març de 2005 els cinc països es van reunir de nou a Taixkent (Uzbekistan), on «els participants van tornar a confirmar la importància del Diàleg 'Àsia Central + el Japó'», i per a «promoure la cooperació concreta... utilitzant el marc del Diàleg». El 5 de juny de 2006 es va celebrar una reunió a Tòquio. En ella, els cinc països van acordar continuar celebrant noves reunions de ministres d'Afers exteriors en el futur. També van debatre els avanços en els intercanvis entre el Japó i l'Àsia central, i els reptes als quals s'enfronta la cooperació interregional, i el Japó es va comprometre a continuar recolzant en molts àmbits. El ministre d'Afers exteriors afganès hi va assistir com a "convidat".
A més, s'han celebrat a Tòquio dos «Diàlegs intel·lectuals» amb l'objectiu d'ampliar els intercanvis intel·lectuals entre totes dues regions.
La quarta trobada va tenir lloc el 10 de novembre de 2012 a Tòquio. Hi van assistir el ministre d'Afers exteriors del Kirguizstan, Erlan Abdyldaev, el ministre d'Afers exteriors del Japó, Koichiro Gemba, el ministre d'Afers exteriors del Kazakhstan, Idrisov, el ministre d'Afers exteriors del Tadjikistan, Hamrohon Zarifi, el ministre d'Afers exteriors del Turkmenistan, Rashid Meredov, i el viceministre d'Afers exteriors de l'Uzbekistan, Vladimir Norov. Durant aquesta reunió, el govern del Japó es va comprometre a destinar 700 milions de dòlars als projectes que facilitaran la cooperació regional.